# La Maison hantée (recueil de nouvelles)
 (mars 2018).
Pour les articles homonymes, voir La Maison hantée.
La Maison hantée (A Haunted House and Other Short Stories) est un recueil de 18 nouvelles écrites par Virginia Woolf paru en 1944. Il fut publié par son mari Leonard Woolf après la mort de l'écrivaine bien que, dans la préface, il déclare avoir discuté de la production de l'ouvrage avec l'auteure.